# Acanthomunna lagorchestes
Acanthomunna lagorchestes är en kräftdjursart som beskrevs av Cohen 1998. Acanthomunna lagorchestes ingår i släktet Acanthomunna och familjen Dendrotionidae. Inga underarter finns listade i Catalogue of Life.